# 4524 Barklajdetolli
A 4524 Barklajdetolli (ideiglenes jelöléssel 1981 RV4) a Naprendszer kisbolygóövében található aszteroida. Ljudmilla Vasziljevna Zsuravljova fedezte fel 1981. szeptember 8-án.